# Renesans Komnenów

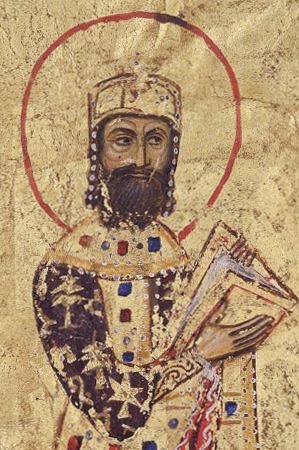
Ilustracja przedstawiająca Aleksego I Komnena. Choć wcześniej chwilowo jego wuj Izaak I Komnen był cesarzem w XI wieku, to Aleksy uważany jest za założyciela dynastii.

Renesans Komnenów, lub Odnowienie Bizancjum w czasach Komnenów – okres w dziejach Cesarstwa Bizantyńskiego w którym doszło do wojskowego, finansowego, oraz terytorialnego wzmocnienia państwa po kilkudziesięciu latach kryzysu. Renesans Komnenów trwał ponad sto lat od wstąpienia na tron Aleksego I w 1081 do obalenia Andronika I w 1185 roku.

## Sytuacja w XI wieku

Cesarstwo Bizantyńskie za czasów Bazylego II Bułgarobójcy. Nawet po jego śmierci Cesarstwo jeszcze nieznacznie się powiększyło między innymi dzięki zdolnym dowódcom wojskowym takim jak na przykład Jerzy Maniakes.

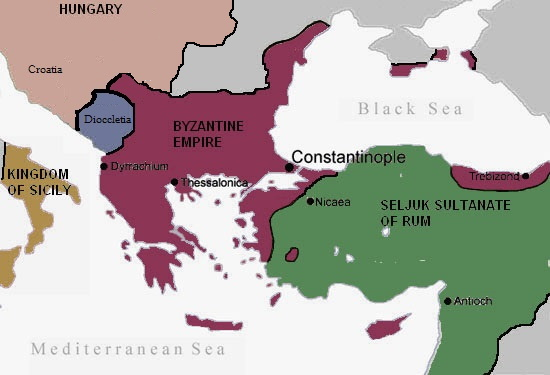
Bizancjum w przededniu pierwszej wyprawy krzyżowej czyli około 1095 roku. Na mapie widać jak wiele terenów zwłaszcza w Azji Mniejszej przeszło w ręce tureckie w porównaniu do sytuacji z połowy XI wieku.

Po śmierci cesarza Bazylego II, za panowania którego Bizancjum osiągnęło bardzo duży rozwój terytorialny, nastąpiło osłabienie wewnętrzne i zewnętrzne. Po 1025 na tronie brakowało silnych jednostek, które byłyby w stanie kontynuować ambitną politykę Bazylego. Brak rządów silnej ręki spowodowało zwiększenie roli członków możnowładztwa. Cesarze nie dość, że im ustępowali, to jeszcze sami niekiedy reprezentowali ich interesy. Doszło również do rywalizacji między arystokracją wojskową z prowincji, a cywilną i urzędniczą ze stolicy. Wolne chłopstwo zostało liczebnie osłabione, a coraz to nowe przywileje uzyskiwali posiadacze wielkich własności ziemskich. Następne kilkadziesiąt lat wypełniają intrygi dworskie z udziałem eunuchów, jak na przykład ministra Jana Orfanotrofa, czy polityków takich jak filozof Michał Psellos. Tego typu postacie występowały w roli szarej eminencji, czyli sami nie będąc głowami państwa starali się sterować rządzącymi i mieli udział w zmienianiu cesarzy. Będący w podeszłym wieku brat Bazylego Konstantyn VIII nie był zainteresowany rządzeniem i trwonił pieniądze ze skarbca na przyjemności. Kolejni władcy; Roman Argir i Konstantyn IX Monomach należeli do kół arystokratycznych i sprawowali rządy w sposób lekkomyślny, a administracja rozprzęgła się i państwowe pieniądze dalej były trwonione. Poza intrygami dochodziło do wojen wewnętrznych, czego przykładem może być bunt stratega temu Anatolikon Nikefora przeciwko cesarzowi Michałowi VII w 1078 roku. Z kolei w 1047 Leon Tornikes stanął na czele buntu przeciwko Konstantynowi IX i był bliski zdobycia Konstantynopola. W dziedzinie wojskowości sytuacja również uległa pogorszeniu, gdyż z powodu braku chłopów-żołnierzy dotychczas będących pod rozkazami cesarzy, musiano zaciągać do armii najemników z zagranicy. Z zewnątrz dla Bizancjum pojawiło się zagrożenie ze strony Turków Seldżuckich ze wschodu oraz Pieczyngów, Węgrów i Normanów Roberta Guiscarda z północy zachodu. Turkowie wdarli się w głąb Azji Mniejszej w latach sześćdziesiątych XI wieku, a w 1071 pokonali bizantyńskie wojska w bitwie pod Manzikertem, biorąc w niewolę cesarza Romana IV. W 1080 roku Seldżucy opanowali prawie całą Azję Mniejszą w wyniku chaosu jaki ogarnął Bizancjum poprzez ciągłe bunty, powstania i częste zmiany władców na tronie. Mniej więcej w tym czasie przedstawiciel wojskowej arystokracji Aleksy Komnen wykorzystując swoje powiązania z rodem Dukasów poprzez małżeństwo, został wysunięty przez stronnictwa Komnenów i Dukasów na kandydata do tronu. Aleksy dzięki pomocy Jerzego Paleologa został wpuszczony przez wojsko do Konstantynopola i w 1081 został ogłoszony cesarzem.

## Aleksy I
Na samym początku nowy władca musiał stawić czoło Normanom. Cesarz wezwał wówczas na pomoc Wenecję, ponieważ bizantyńska flota znajdowała się w krytycznym położeniu. Mimo zwycięstwa nad Normanami Roberta Guiscarda w 1082 Republika Wenecka kazała sobie drogo zapłacić za wsparcie Bizantyńczyków w postaci złota i przywilejów handlowych. Drugim zadaniem jakie stanęło na drodze Aleksego był sojusz pieczyńsko-turecki, który zaowocował oblężeniem Konstantynopola w 1085. Aleksy do zniweczenia planu przeciwników użył wtedy własnych sojuszy z Kumanami oraz emirem Nikei. Istniejący w Azji Mniejszej sułtanat Ikonium ulegał osłabieniu i podziałom, dlatego nadarzała się sposobność do odzyskania utraconych terenów. W tym celu cesarz starał się dla swoich planów wykorzystać zapał rycerzy pierwszej krucjaty zmierzających do Jerozolimy. Krzyżowcy zatrzymali się w Konstantynopolu w 1096. Aleksy zawarł z przywódcami pierwszej krucjaty układ, wedle którego oddadzą oni wszystkie miasta, które niegdyś należały do Bizancjum, a w zamian władca obiecywał pomoc materialną w wyprawie. Na mocy porozumienia dla Bizantyńczyków zostały odbite takie miasta jak Nikea, Smyrna, Efez i Sardes, czyli zachodnia część Azji Mniejszej. W ten sposób również wiele obszarów nadbrzeżnych w tym rejonie zostało przywróconych cesarzowi. Złamanie sojuszu z krzyżowcami nastąpiło dopiero wówczas, gdy Aleksy nie otrzymał Antiochii, ponieważ Boemund I utworzył tam własne księstwo. Z biegiem udanych kampanii potencjał militarny Bizancjum rósł, a państwo znacznie powiększyło się terytorialnie.

## Jan II

Bizancjum za rządów ostatnich Komnenów. Na mapie widoczne są zdobycze w Azji Mniejszej i na Bałkanach w porównaniu do końca XI wieku

Po śmierci Aleksego w 1118 cesarzem został jego syn Jan II Komnen. W Italii nowy władca stosował politykę ochrony państwa poprzez antynormańską sieć sojuszy zabezpieczających państwo od zachodu. Pokonał on całkowicie Pieczyngów w 1122 po czym osiedlił ich na ziemiach Cesarstwa albo wcielił do armii, oraz ustanowił święto na pamiątkę tego wydarzenia. Podobny los co Pieczyngów spotkał Serbów z Raszki, licznie przesiedlonych do bizantyńskiej Azji Mniejszej. Serbia za rządów Jana stała się podporządkowana Bizantyńczykom. Wpływy Cesarstwa sięgały wtedy tak daleko na północ, że cesarz potrafił ingerować w wewnętrzne rozgrywki o władzę u Węgrów. W Konstantynopolu udzielono schronienia Almosowi, oślepionemu bratu Stefana II, co doprowadziło do napięć i węgierskich najazdów na Belgrad, czy Braniczewo około 1126 roku. Po uporządkowaniu spraw na Bałkanach Jan II mógł zająć się Azją Mniejszą, gdzie sułtanat Ikonium w dalszym ciągu przeżywał kryzys wewnętrzny. Nowym celem stało się podporządkowanie Antiochii czego nie udało się zrobić poprzednio w wyniku złamania przysięgi krzyżowców. Kampania przeprowadzona w 1137 roku zakończyła się podbiciem Królestwa Cylicji i zwycięskim oblężeniem Antiochii. Rajmund z Poitiers obiecał wierność cesarzowi i pozwolił mu na tryumfalny wjazd do miasta, czy zawieszenie cesarskiej chorągwi na murach. W 1142 roku Jan podjął drugą wyprawę przeciwko nieposłusznej Antiochii, ale dalsze plany przerwała nagła śmierć podczas polowania. Mimo to za jego panowania Bizancjum osiągnęło jeszcze większe sukcesy niż za Aleksego; powiększyło się zarówno na Bałkanach, jak i w Azji Mniejszej.

## Manuel I

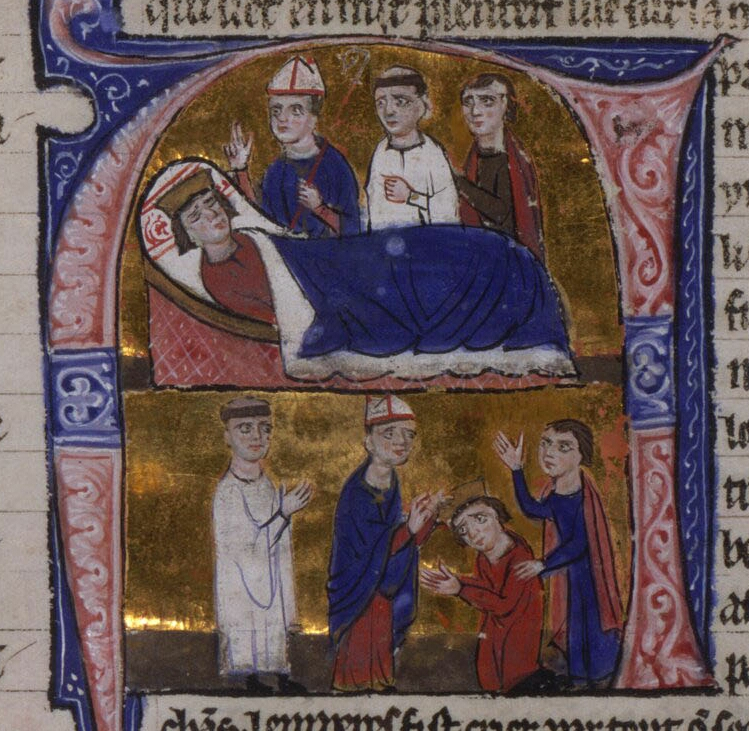
Trzynastowieczna angielska ilustracja przedstawiająca śmierć Jana II i koronację Manuela I

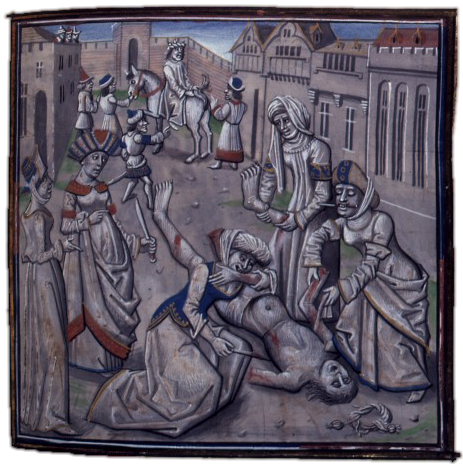
Średniowieczne przedstawienie śmierci Andronika I Komnena

Następcą Jana w 1143 został jego najmłodszy syn Manuel, za rządów którego Bizancjum bardzo wyraźnie przyjęło orientację prozachodnią. Cesarz otaczał się cudzoziemcami na dworze, wprowadzał rycerskie obyczaje i zawierał małżeństwa z zachodnioeuropejskimi księżniczkami. W 1147 przez Konstantynopol przemaszerowali rycerze drugiej krucjaty, jednak pomimo kolejnej przysięgi lennej krzyżowców w stosunku do bizantyńskiego cesarza wyprawa nie przyniosła mu żadnych korzyści. W tym samym roku normański król Roger II dokonał inwazji na Korfu, Teby i Korynt - miasta kluczowe dla bizantyńskiego przetwórstwa jedwabniczego. Roger przeniósł jedwabników do Palermo, by otworzyć własny przemysł włókienniczy. Rogerowi udało się udało się stworzyć antybizantyńską koalicję złożoną z Serbów, Węgrów, oraz Francuzów. Sojusznikami Manuela były Niemcy, Wenecja, czy Anglia. Mimo przejściowych sukcesów w Italii koalicja przeciwna Cesarstwu była zbyt silna, a Manuel stracił tam całkowicie wpływy i musiał wycofać wojska. Lepiej wyglądała polityka Bizancjum na Wschodzie, gdzie po opanowaniu Antiochii w 1159 Renald z Châtillon i Baldwin III wyraźnie poniżeni towarzyszyli cesarzowi w tryumfalnym wjeździe. Największą klęską Manuela I na Wschodzie była przegrana w 1176 bitwa pod Myriokefalon z Seldżukami, którzy otoczyli armię bizantyńską na przełęczach i całkiem rozbili. Klęska przekreśliła szansę na pełne odzyskanie Azji Mniejszej. Ciągłe wojny wyczerpywały Bizancjum ekonomicznie i militarnie, a ludność była nadmiernie obciążona podatkami. Po śmierci Manuela w 1180 nastąpiło nagłe załamanie potęgi państwa spowodowane zbyt ambitną polityką Komnenów w stosunku do posiadanych środków.

## Andronik I

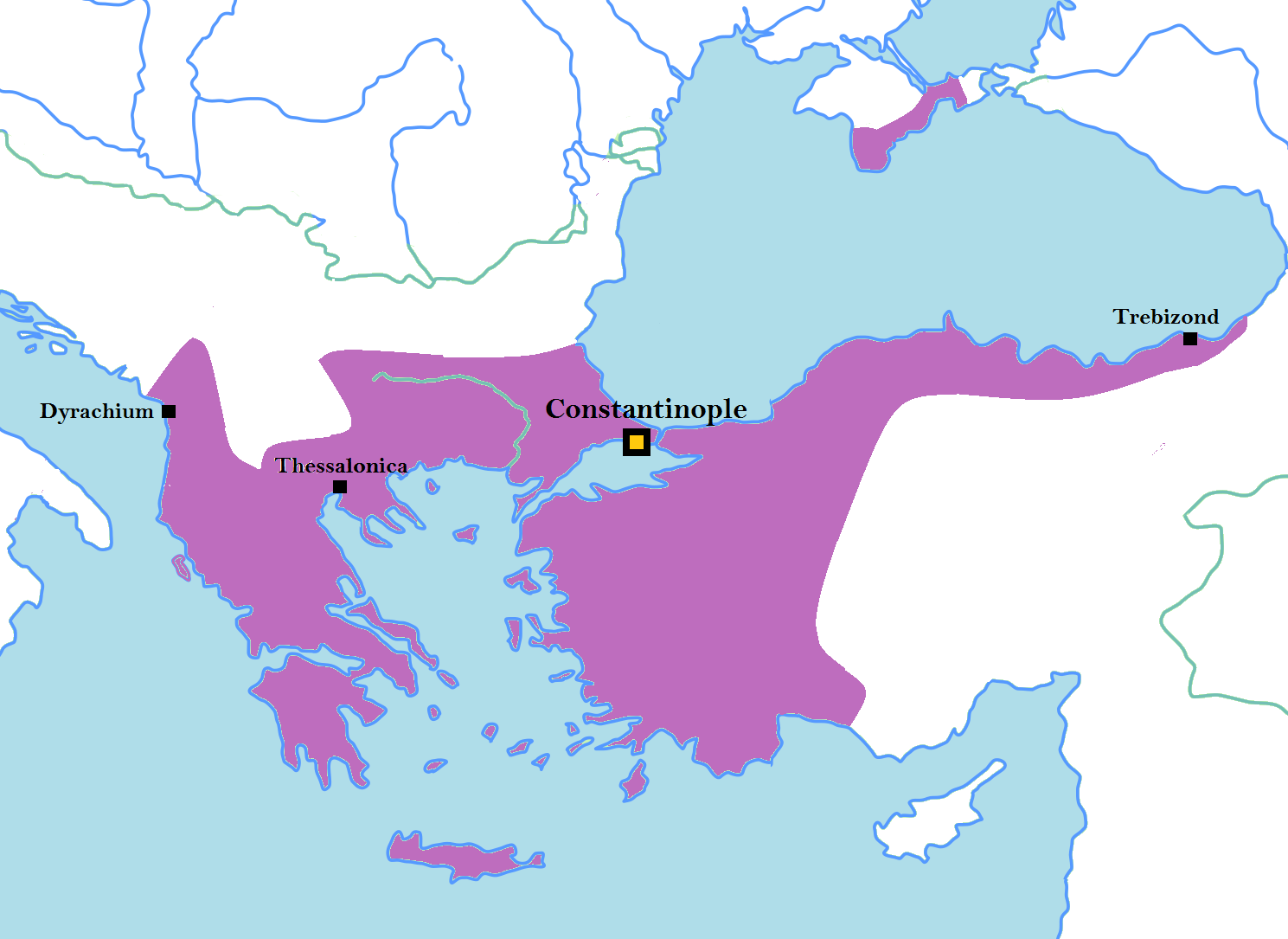
Bizancjum pod panowaniem ostatnich Angelidów około 1203 było znacznie mniejszym państwem niż za dynastii Komnenów dwadzieścia lat wcześniej

Kolejny cesarz Aleksy II Komnen był zbyt młody by rządzić samodzielnie, dlatego władza przeszła w ręce regencji. Na jej czele stała żona Manuela, pochodząca z Zachodu Maria. Przeciwko rządom regentów wybuchł bunt Andronika; zarządcy Pontu, ambitnego kuzyna zmarłego Manuela. Andronik na tyle był indywidualistą, że wcześniej jawnie potrafił sprzeciwiać się cesarzowi, co skutkowało jego częstymi pobytami gościnnymi za granicą. Buntowi w 1182 pomogło powstanie w Konstantynopolu skierowane przeciwko zachodnim wpływom. Podczas powstania doszło do rzezi obcokrajowców z Europy Zachodniej, oraz do rabowania ich domów. Początkowo Andronik kierował polityką jako opiekun i regent młodego cesarza, ale szybko doprowadził do skazania na śmierć starą regencję w tym i cesarzową Marię, a następnie samego Aleksego II. Celem Andronika była naprawa państwa od wewnątrz w sposób gwałtowny, czego nie udało się osiągnąć poprzednim Komnenom. Ród Komnenów to przedstawiciele arystokracji, ale Andronik I jako jedyny spośród nich chciał wyeliminować przewagę możnowładztwa. Działo się to pierwszy raz od czasów Bazylego II, ale tym razem potrzeba było więcej energii i zaangażowania, toteż stosowano okrutne metody. Cesarz wykorzenił nadużycia podatkowe, sprzedaż państwowych urzędów, łapownictwo, oraz przekupstwo surowo karząc winnych. Z tych powodów Andronik był bardzo popularny na prowincji wśród sprawiedliwiej traktowanego chłopstwa. Ponadto zakazano ograbiania rozbitych statków, a ludzie dopuszczający się grabieży byli wieszani na masztach. Negatywnym skutkiem zamordystycznej polityki cesarskiej były ciągłe bunty i nawet jeśli arystokracja została w dużej mierze przetrzebiona, to i tak na niej opierała się wcześniej siła obronna państwa. O ile w polityce wewnętrznej Andronik odnosił siłą zamierzone plany, o tyle w działaniach zagranicznych ponosił szereg klęsk. Nastroje antyzachodnie źle nastawiły tamtejsze państwa przeciwko Bizancjum. W 1183 Serbowie razem z Węgrami spustoszyli Belgrad, Braniczewo, Nisz i Sofię. Serbia nie tylko się uniezależniła, ale także uzyskała południowe tereny między innymi Raszki czy Zety. Na wschodnich rubieżach Bizancjum bezpowrotnie straciło strategicznie ważną wyspę Cypr opanowaną przez Izaaka Komnena. Decydujący cios spadł na Andronika ze strony Normanów. Ich armia w 1185 wdarła się w głąb Bizancjum i jej część po zajęciu Tesalonik pomaszerowała na Konstantynopol. W obliczu zagrożenia z zewnątrz i rosnącego terroru z wewnątrz ludność stolicy rozszarpała Andronika I i pastwiła się nad jego ciałem w ramach zemsty za bezlitosną politykę. W ten sposób zakończyło się panowanie ostatniego z Komnenów.

## Dynastia Angelidów

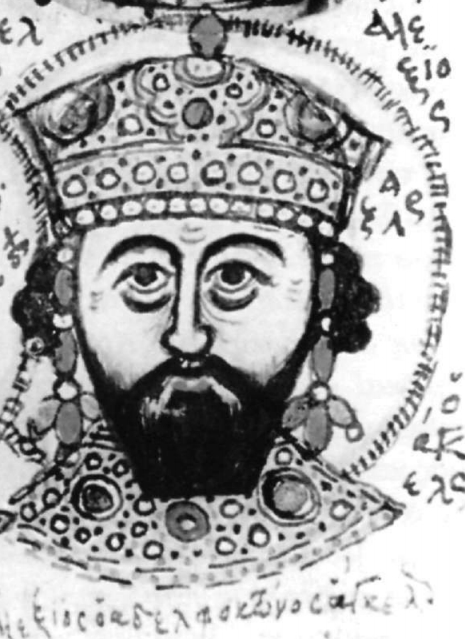
Wizerunek Izaaka II Angelosa

Rządy następnej dynastii czyli Angelidów to okres pełnego zwycięstwa ziemskiej arystokracji. Współczesny im bizantyński historyk Niketas Choniata tak opisywał rządy Aleksego III Angelosa: 

Jakikolwiek papier by nie podsunąć cesarzowi [Aleksemu III] do podpisu, on natychmiast go podpisywał. Nie miało znaczenia, że na tym papierze jest stek bezsensownych słów, lub że proszący o podpis żąda by można było płynąć lądem do morza, bądź by góry przeniosły się na środek mórz, albo żeby jak mówią opowieści Athos powinna zostać umieszczona na Olimpie.

Pierwszy z dynastii Angelidów - Izaak II Angelos był bierny w stosunku do wszystkich patologii ukróconych wcześniej przez Andronika. Nadużycia poborców podatkowych, łapownictwo czy sprzedawanie urzędów były na porządku dziennym w jeszcze bardziej dotkliwej formie. Samowola urzędników skarbowych w połączeniu z kolosalnymi wydatkami budżetu spowodowały podniesienie podatków. Dużą część pieniędzy ze skarbca przeznaczano na utrzymanie dworu, czy opłacanie sojuszniczych plemion by zabezpieczyć państwo z zewnątrz. Bezmyślny sposób zarządzania finansami zaznaczył się jeszcze bardziej gdy na tronie od 1195 zasiadał wspomniany wcześniej Aleksy III. Wraz ze zwiększaniem przywilejów dla możnowładztwa słabła władza centralna. Panowanie Angelidów zakończyło się rozpadem Bizancjum na kilkadziesiąt lat. Konstantynopol został zdobyty w 1204 przez uczestników czwartej krucjaty. Paradoksalnie rozbicie Cesarstwa pozwoliło raz jeszcze zaistnieć dynastii Komnenów, ponieważ ród ten sprawował władzę w Trapezuncie od 1204 aż do 1461 roku. Stosunkowo szybki rozkład państwa po 1185 pokazał, że Cesarstwo utrzymywali przy życiu jedynie sprawni władcy, ale fundamenty państwowości były w złym stanie. Mimo to odnowienie Komnenów było ostatnim tak długim okresem pomyślności w dziejach Bizancjum.